# Carlos Amat y León
Carlos Alberto Amat y León Chávez (Arequipa, 22 de diciembre de 1939 - Lima, 29 de julio del 2022) fue un ingeniero agrónomo, economista, escritor, investigador y político peruano. Fue ministro de Agricultura durante el gobierno de transición de Valentín Paniagua y en el primer gobierno de Alberto Fujimori.

## Biografía
Carlos Amat y León nació en la ciudad de Arequipa, el 22 de diciembre de 1939. Fue hijo del Dr. Héctor Raúl Amat y León Zeballos y de Leonor Chávez Molina. Es sobrino del político peruano Juan Chávez Molina y descendiente del prócer de la independencia del Perú, Manuel Amat y León y de María Santos Corrales.
Estudió en el Colegio de la Inmaculada, siguió estudios superiores de Ciencias Agrónomas en la Universidad Nacional Agraria La Molina; luego de ello obtuvo maestrías en la economía en la Universidad de Iowa y en la Universidad de Wisconsin-Madison. Finalmente realizó los estudios de doctorado también en Wisconsin. 
Fue nombrado director de Investigaciones del Ministerio de Economía y Finanzas desde 1974 a 1978. Se ha desempeñado como Consultor de la Junta del Acuerdo de Cartagena, programa de Desarrollo Tecnológico de Alimentos (1980-1982), de la UNICEF (1986), del Instituto Interamericano de Cooperación para la Agricultura (1989-1990), del Banco Mundial y del Banco Interamericano de Desarrollo.

## Trayectoria
Su primera participación en la política fue cuando integró el equipo técnico de Izquierda Socialista liderada por el histórico Alfonso Barrantes, quien postulaba a la presidencia en las elecciones generales de 1990. Amat y León también participó como candidato a la 2.da vicepresidencia en la plancha presidencial, sin embargo, Barrantes quedó en el quinto lugar de las preferencias. Posteriormente en la segunda vuelta electoral, apoyó al candidato del movimiento Cambio 90, el ingeniero Alberto Fujimori, contra el candidato Mario Vargas Llosa del Frente Democrático, quien terminó siendo vencido por Fujimori al ser electo presidente de la república para el periodo 1990-1995.

### Ministro de Agricultura
El 28 de julio de 1990, Carlos Amat y León fue nombrado por el presidente Alberto Fujimori como nuevo y primer ministro de Agricultura, formando parte del gabinete ministerial encabezado por Juan Carlos Hurtado Miller. Sin embargo en octubre de ese mismo año, Carlos Amat y León renunció al cargo de ministro luego de señalar la necesidad de financiar la campaña agrícola y otorgar mayores créditos al agro, posición que era contraria al gobierno fujimorista. Fue reemplazado por Enrique Rossl Link.
Ante el autogolpe de estado del 5 de abril de 1992, Carlos Amat se volvió crítico de Fujimori y se pasó a las filas de la oposición del gobierno, hasta su caída en el año 2000. Ese mismo año, el congresista Valentín Paniagua asumió como presidente interino y el 25 de noviembre de ese mismo año, Paniagua nombró al diplomático Javier Pérez de Cuéllar como su nuevo presidente del Consejo de Ministro. Luego se nombró a Carlos Amat nuevamente como ministro de Agricultura, ejerciendo el cargo hasta el final del gobierno de transición el 28 de julio del año 2001.
En marzo del 2007, Amat y León fue nombrado como decano de la Facultad de Economía de la Universidad del Pacífico. Fue condecorado con la Orden de las Palmas Magisteriales en el grado de Amauta en 2021 por el Ministerio de Educación. Su última aparición fue durante una entrevista al diario Perú21 en el año 2021, donde opinaba sobre el Gas de Camisea y el gobierno de Pedro Castillo.

## Fallecimiento
El 29 de julio del 2022, Carlos Amat y León falleció a los 82 años debido a una penosa enfermedad. Sus restos fueron velados en la parroquia Santa María Reina del distrito de San Isidro y su entierro en los Jardines de la Paz del distrito de Lurín.

## Obras

### Libros
- El Perú nuestro de cada día: Nueve ensayos para discutir y decidir (2006)
- Distribución del Ingreso Familiar en el Perú, (1991).
- Niveles de Vida y Grupos Sociales en el Perú, (1990).
- La Familia como Unidad de Trabajo, (1990).
- La Alimentación en el Perú, (1990).
- La Importancia del Sector Público en la Economía Peruana (1983)
- El Desarrollo Desigual de las Regiones del Perú (1981)
- La Regionalización como Estrategia de Desarrollo (1981)